# Докторовка
 Докторовка — деревня в Татищевском районе Саратовской области в составе сельского поселения Сторожевское муниципальное образование.

## География
Находится на расстоянии примерно 10 километров по прямой на юго-восток от районного центра поселка Татищево.

## История
Официальная дата основания 1748 год. 

## Население
Постоянное население составляло 20 человека в 2002 году (русские 100%) , 20 в 2010.